# Sharlene
Sharlene Taulé Ponciano (Santo Domingo, 11 de mayo de 1989), conocida simplemente como Sharlene, es una cantante, actriz, música y compositora dominicana nacionalizada estadounidense de ascendencia francesa y española. Es conocida por interpretar a Katty en la serie de Nickelodeon Latinoamérica Grachi.

## Carrera actoral

### 1989-2010: primeros años e inicios
Sharlene Taulé nació el 11 de mayo de 1989 en Santo Domingo, República Dominicana. Es hija de Maxime Taulé y Maricela Ponciano, tiene ascendencia francesa por parte paterna y española por parte materna. Taulé desde muy pequeña sintió interés por la actuación y la música, razón por la que estudió música con la reconocida cantante española María Remola y actuación en el Instituto de Teatro y Cine Lee Strasberg en Nueva York. Taulé habla con fluidez inglés, francés, español y alemán.
Taulé incursionó en el cine en el 2005 en la película Los locos también piensan, en la que desempeñó un rol menor. En 2006, encarnó a Luisa en la película La Fiesta del Chivo y participa en la película dramáticaViajeros. También protagonizó la cinta cinematográfica La Tragedia Llenas: un código 666, por su actuación en la cinta fue nominada en los Premios Soberano como Mejor actriz de cine.
En 2007, fue escogida para interpretar a Larissa en la película dramática Yuniol 2. Ese mismo año, participó en la telenovela venezolana, Trópico. Tras finalizar el rodaje de la producción, personifico a Margarita en la película de acción, La soga y formó parte del elenco principal de la telenovela venezolana Condesa de amor.
En 2010, encarnó a María Teresa Mirabal en la película dramática, Trópico de sangre, basada en la vida de las Hermanas Mirabal.
En paralelo a su carrera cinematográfica, Taulé ha participado en musicales como Evita, Les Miserables, El violinista en el tejado, Hairspray, La Cenicienta y El Graduado. También ha sido modelo principal del vídeo musical Bendita tu luz de Maná y Juan Luis Guerra y participó en el cortometraje, Hispaniola, premiado por HBO, así como ha sido presentadora de los programas SantoDomingo Invita, Televisión VIP y El Fan Club.

### 2010-presente:SOKO Leipzig,Grachiy reconocimiento mundial
En 2010, Taulé participó en varios episodios de la serie de televisión alemana SOKO Leipzig, como Emanuela, por lo que viajó a Alemania para filmar la serie.
En febrero de 2011, fue elegida para interpretar el personaje de Katty Castillo en la serie original de Nickelodeon Latinoamérica Grachi. La serie se estrenó el 2 de mayo de 2011, con altos índices de audiencia. Gracias a su personaje en la serie, tuvo la oportunidad de retomar su carrera como cantante y formó parte de la gira Grachi: El show en vivo, con la que recorrió gran parte de Latinoamérica. La serie fue transmitida en Latinoamérica, Europa y Asia, por lo que su personaje en la serie le dio mayor reconocimiento mundial.
En 2013, fue anunciada como parte del elenco principal de la telenovela de Telemundo, Pasión prohibida, como Camila Barrera. Taulé formó parte de la banda sonora de la telenovela e interpretó el tema «Vives en mí». Pasión prohibida está basada en la telenovela turca Aşk-ı Memnu, escrita por Halid Ziya Uşaklıgil y se estrenó el 22 de enero de 2013.
En 2015, interpretó a Angie en la película estadounidense Bravetown, que se estrenó el 11 de mayo de 2015.
En octubre de 2016, fue anunciada por FOX como parte del elenco principal de la serie de televisión, Star.
Sharlene recientemente estuvo en la serie de Netflix "El Ganador" sobre la vida del cantante Nicky Jam, Taulé le dio vida a Casandra en esta serie. En este 2020 Sharlene participará en la serie "Deputy" de FOX donde le dará vida a "Rose".

## Carrera musical
Sharlene Taulé debutó como solista en 2014, con su primer sencillo promocional «Mal de Amor», junto a Servando & Florentino. En mayo de 2015, lanzó su segundo sencillo «Aquí nadie toca», junto a Mozart la Para. Aquí nadie toca obtuvo dos nominaciones en los Premios Videoclip Awards en República Dominicana como Mejor vídeo tropical fusión y mejor coreografía. También interpretó la canción en el concurso de belleza venezolano Miss Venezuela.
En 2016, participó junto a Nacho en el tema «Toy Enamorao» del cantante dominicano Mozart La Para. Toy Enamorao logró ocupar el primer lugar de la lista Tropical Songs de Billboards. También comenzó su gira y se presentó en los Premios Soberano, Premios Heat Latin, Chica HTV 2016, Noche Latina de la NBA, Latin Night NYU, entre otras.
En octubre de 2016, colaboró con Don Omar y Maluma en el sencillo «La Fila», que forma parte del disco Mas Flow3 de Luny Tunes.
En febrero de 2017, firmó contrato con Universal Music y lanzó un nuevo tema «Encanto», en colaboración con Don Omar.
En enero de 2020 Sharlene lanzará su álbum "Viaje".
En 2021 firmó con Warner Music México. Luego participó en una canción con Nibal. En Septiembre lanzó nuevo sencillo Todo Pasa  , en noviembre Dopamina y luego un par de nuevas canciones con videoclipes en su canal de Youtube.

## Filmografía

### Televisión
| Televisión  | Televisión       | Televisión     | Televisión                                  |
| Año         | Título           | Personaje      | Notas                                       |
| ----------- | ---------------- | -------------- | ------------------------------------------- |
| 2007        | Trópico          | Yaneris        | Elenco de reparto                           |
| 2010        | SOKO Leipzig     | Emanuela       | Protagonista de la décima temporada de SOKO |
| 2011-2013   | Grachi           | Katty Castillo | Protagonista                                |
| 2013 - 2014 | Pasión prohibida | Camila Barrera | Protagonista juvenil                        |
| 2016        | Star             | Eva            | Protagonista                                |

### Cine
| Películas | Películas                         | Películas            | Películas           |
| Año       | Título                            | Personaje            | Notas               |
| --------- | --------------------------------- | -------------------- | ------------------- |
| 2005      | Los locos también piensan         | La hija del Coronel  | Rol Menor           |
| 2006      | Viajeros                          | Esposa de Jhonny     | Papel secundario    |
| 2006      | La fiesta del chivo               | Luisa                | Papel principal     |
| 2006      | La Tragedia Llenas: Un Código 666 | Valeria              | Papel principal     |
| 2007      | Yuniol                            | Larissa              | Papel secundario    |
| 2007      | Hispaniola                        | Madre de Antonio     | Largometraje        |
| 2009      | La soga                           | Margarita            | Principal           |
| 2010      | Trópico de sangre                 | María Teresa Mirabal | Película biográfica |
| 2015      | Bravetown                         | Angie                | Papel principal     |

### Teatro
| Año  | Título                     |
| ---- | -------------------------- |
| 2006 | Evita                      |
| 2007 | El violinista en el tejado |
| 2008 | Les Miserables             |
| 2009 | Hairspray                  |
| 2010 | La cenicienta              |
| 2010 | El graduado                |

## Discografía

### Álbumes solista
- Sharlene (2016)
- Viaje (2020)

### Sencillos
- «Mal de Amor» (2014) con Servando & Florentino
- «Aquí Nadie Toca» (2014) con Mozart La Para
- «Toy Enamorao» (2016) con Nacho & Mozart La Para
- «Encanto» (2017) con Don Omar
- «Me siento Bien» (2018) con Fuego
- «Yo Pago Lo Mio»(2018) ver video
- «El Vecino» (2018) con Lalo Ebratt
- «San pedro» (2019) con Zion y Lennox
- «Quien dijo miedo»(2019) con a Mike Bahia
- «Aerofobia» (2019)

### Colaboraciones
- «La Fila» (2016) con Don Omar y Maluma
- «Lento» (2018) con Gemeliers & Joey Montana
- «La cadera» (2019) con La melodia perfecta y Mozart La Para

### Bandas sonoras
- Grachi (2012)
- Pasión prohibida (2013)
- Strings (2015)
- Star (2017)

## Giras
- Grachi: El show en vivo (2012)